# San-Gavino-d'Ampugnani
San-Gavino-d'Ampugnani é uma comuna francesa na região administrativa de Córsega, no departamento da Alta Córsega. Estende-se por uma área de 3,22 km². 